# Sudan (region)

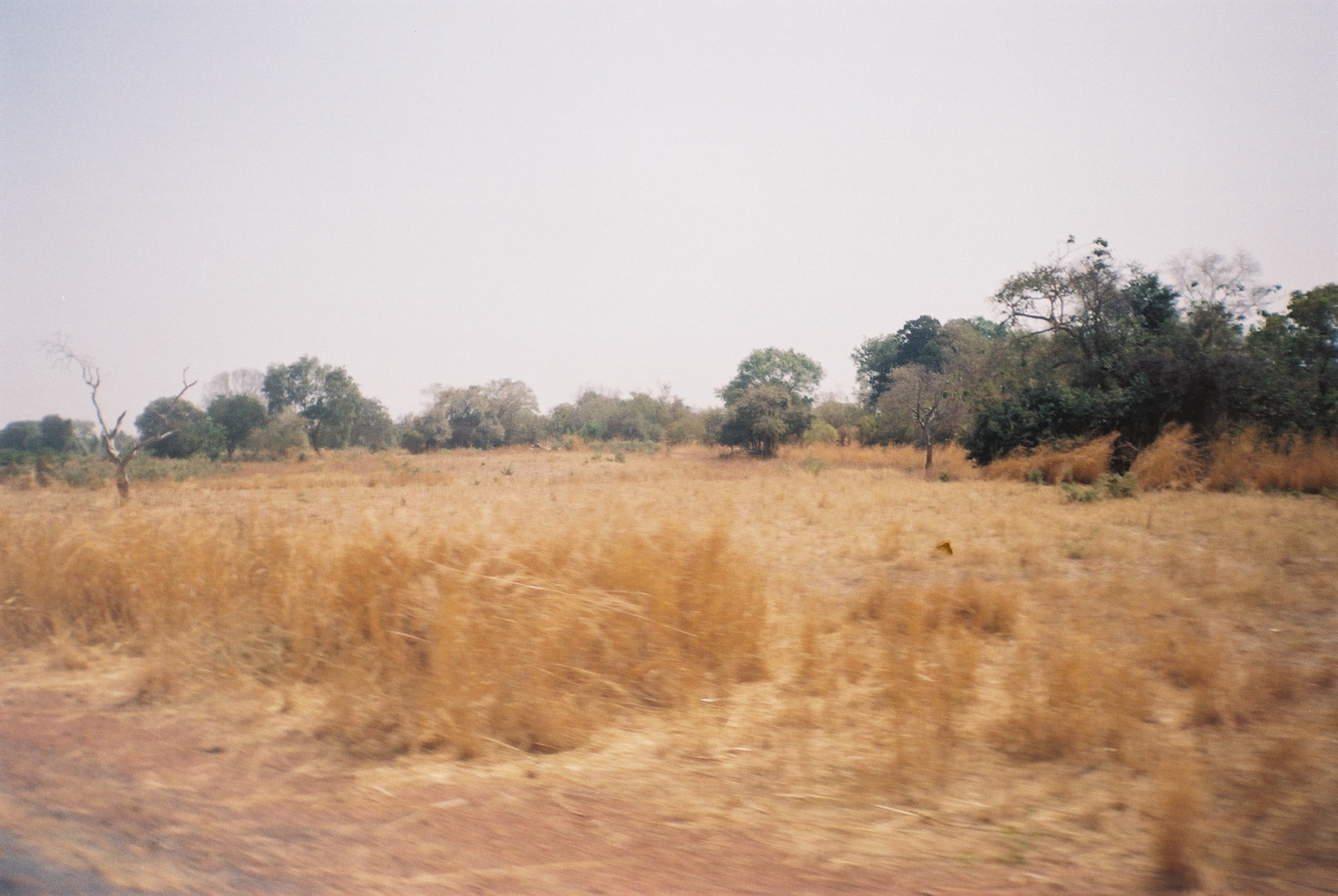
Sudan Zachodni (Gambia) – typowy krajobraz

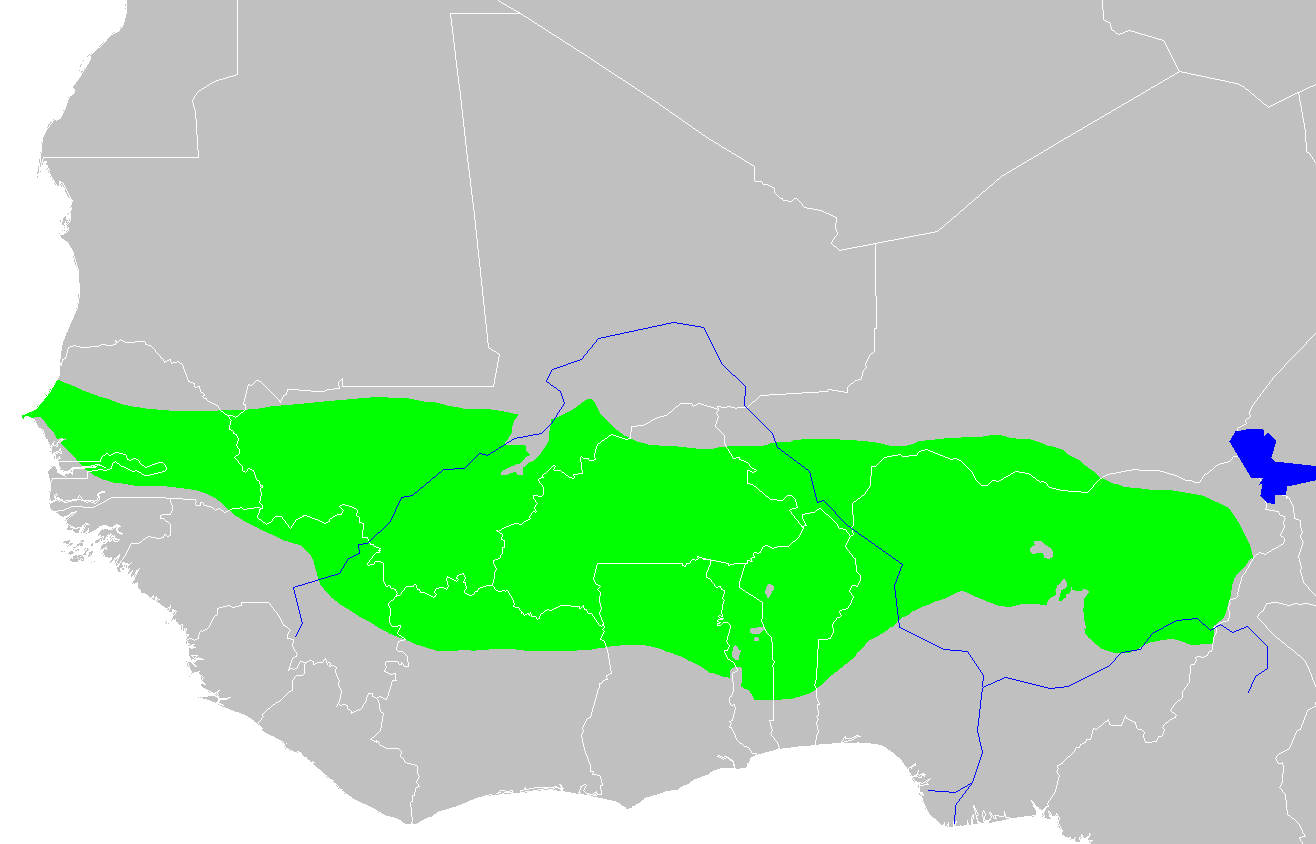
Sudan Zach. (kolor zielony) na tle konturu Afryki Zach.

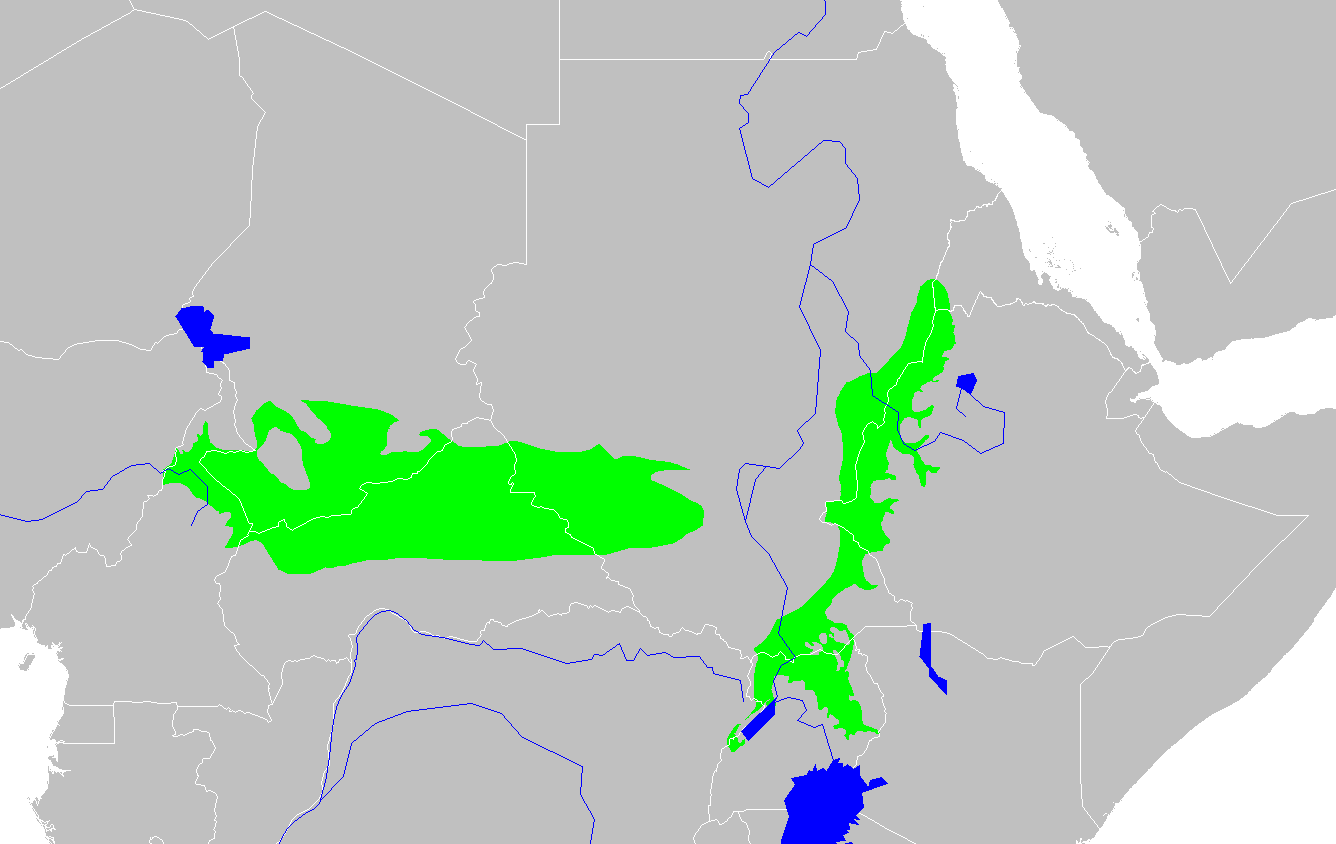
Sudan Śrdk. i Wsch. (kolor zielony) na tle konturu Afryki Centr. i Afryki Wsch.

Sudan – kraina geograficzna i historyczna w Afryce.
Rozciąga się między Sahelem a obszarem wilgotnych lasów równikowych i biegnie od Wyżyny Abisyńskiej aż po Ocean Atlantycki. Jej powierzchnia wynosi ok. 5 mln km². W tej krainie rozciągają się bezkresne tereny trawiaste zwane sawannami i zamieszkują tu zwierzęta charakterystyczne dla tego środowiska przyrodniczego.
Na terytorium całego regionu wyodrębnia się trzy główne obszary historyczne:
- Sudan Zachodni (do jeziora Czad), obejmujący południowy i wschodni Senegal, wschodnią Gambię, Gwineę Bissau, środkową i wschodnią Gwineę, środkową i wschodnią część Sierra Leone, północno-wschodnią część Liberii, południową część Mali, graniczące z Republiką Mali rejony Mauretanii, Burkina Faso, północną część Wybrzeża Kości Słoniowej, Ghany, Togo, Beninu, Nigerii i Kamerunu, jak też większą część Nigru;
- Sudan Środkowy (od jeziora Czad do granic Republiki Sudanu), obejmujący większą część Czadu (poza częścią północną i południową);
- Sudan Wschodni – obszar Republiki Sudanu aż do Nilu Białego, obejmuje głównie Darfur i Kordofan.